# Моріс Метерлінк
Моріс Полідор Марі Бернар Метерлінк (фр. Maurice Polydore Marie Bernard Maeterlinck; 29 серпня 1862, Гент — 6 травня 1949, Ніцца) — бельгійський письменник, драматург і філософ, лавреат Нобелівської премії в галузі літератури (1911).

## Життєпис

### Бельгійський період
Моріс Метерлінк народився в Бельгії  в родині багатого нотаріуса. Сім'я була франкомовна, тому Метерлінк пізніше написав велику частину своїх творів французькою мовою. Багато з його перших творів (насамперед юридичні) не збереглися, тому що були знищені автором, збереглися лише фрагменти.
1883 року на сторінках часопису «Jeune Belgique» було опубліковано перший вірш Метерлінка. 1885 року він отримав право займатись адвокатською практикою, закінчивши юридичний факультет Гентського університету. 1888 року побачила світ, видана за рахунок коштів родини автора, поетична збірка «Оранжереї», а рік по тому була написана «Принцеса Мален» (фр. La Princesse Maleine) — перша п'єса Метерлінка, яка здобула похвалу Октава Мірбо. 1889 вийшла збірка віршів «Теплиці» (фр. Les Serres chaudes), 1896 — збірка «12 пісень» (у 1900 — «15 пісень»).

### Метерлінк у Франції
З 1896 Метерлінк живе у Франції, переважно в Парижі. Тут він зближується зі символістами, які чинять на нього величезний вплив. Ідеалізм і символізм знайшли відображення в ранніх художніх творах Метерлінка (книга «Скарб смиренних», 1896). Популярність Метерлінку приносить п'єса-казка «Принцеса Мален» 1889; одноактні п'єси «Непрошена», «Сліпі», (обидві 1890) — п'єси про незадоволення, яке змушує шукати і не знаходити щастя і любов у повсякденному житті; драма «Пелеас і Мелісанда», 1892 — символічна драма ідеальних закоханих, котрі знищують самі себе в пошуках досконалості. Критики охарактеризували це як «драматургія мовчання, натяків і недомовок». Головні теми його творчості — смерть і значення людського життя, місце і роль людини в суспільстві, в історії. 1902 року побачила світ п'єса «Монна Ванна», в якій з'являється тема протесту людини проти всевладдя лихої долі.
1909 року була поставлена знаменита п'єса «Синій птах» (1908).
У пізніх п'єсах Метерлінк звертався до біблійних, казкових та історичних сюжетів. Мотив смерті постійно є у творах письменника, а в пізній творчості наростає інтерес до містики й окультизму.
У філософських есе Метерлінк звертається до філософії та естетики символізму. У найвідоміших філософських творах «Життя бджіл» (1901), «Життя термітів» (1926) і «Життя мурашок» (1930) письменник намагався пояснити життя і діяльність людини через аналогії, взяті зі спостережень за природою.
1911 року Моріс Метерлінк став лавреатом Нобелівської премії з літератури «за його багатогранною літературну діяльність, і особливо його драматичні твори, що відрізняються буйством уяви і поетичною фантазією».
1940 року Метерлінк утік від німецької окупації до США, через проблеми зі здоров'ям повернувся до Франції в 1947 році. Помер у Ніцці 6 травня 1949 року від серцевого нападу.

### Метерлінк в Україні
Окремі драми М. Метерлінка перекладали Леся Українка («Неминуча», 1901), Євген Тимченко («Сліпці», 1909; «Непроханий гість», «Всередині», «Синя пташка», 1918), Марія Грінченко («Монна Ванна», 1907), Наталя Кобринська («Синьобородий і Оріяна», 1913), М. Антонюк («Непроханий гість», 1918), Павло Долина з Василем Миляєвим («Чудо святого Антонія», 1919) та Федір Крушинський («Монна Ванна», 1923). Переклад цих творів мав чималий вплив на український літературний процес кінця ХІХ — початку XX ст. Творчістю драматурга захоплювались також Іван Франко, Ольга Кобилянська, Василь Стефаник, Михайло Коцюбинський, Олександр Олесь. В Україні радянських часів «Синього птаха» перекладали Максим Рильський і Надія Гордієнко-Андріанова, але окремим виданням твір не виходив. За незалежності були опубліковані переклад з російської Степана Грицюка (1997) та низка переказів (Юрій Надзбручанець, Б. Бойко, Н. Павловська), а також видання «П'єс» («Сліпі», «Пелеас і Мелісанда», «Аріадна та Синя Борода», «Блакитний птах») (К.: «Пульсари», 2007), «Блакитного птаха» (Тернопіль: Богдан, 2011), а також «Рання драматургія» («Принцеса Малена», «Непрохана», «Сліпі», «Семеро принцес», «Пелеас і Мелісанда», «Алладіна і Паломід», «Всередині», «Смерть Тентажиля») (К.: Журнал «Радуга», 2015) у коментованому перекладі Д. Чистяка.
У літературознавчих розвідках до драматургії Нобелівського лауреата звертались І. Франко, Леся Українка, О. Білецький, М. Рильський, К. Шахова, Я. Кравець, Д. Чистяк та інші. Перше українське дисертаційне дослідження, присвячене доробку письменника — «Лінгвопоетика міфологічного інтертексту в ранній драматургії М. Метерлінка», виконане Д. Чистяком (2012). Його основні положення викладені в навчальному посібнику Д. Чистяка «Лінгвоміфопоетичний аналіз художнього тексту» (К.: Журнал «Радуга», 2015).

## Доробок

#### П'єси
- Принцеса Малена (La Princesse Maleine, 1889)
- Сліпі (Les Aveugles, 1890)
- Непрохана (L'Intruse, 1891)
- Сім принцес (Les Sept princesses, 1891)
- Пеллеас і Мелісанда (Pelléas et Mélisande, 1892; символістська драма, на основі якої Клод Дебюссі написав оперу, 1902)
- Там усередині (Intérieur, 1894)
- Смерть Тентажиля (La Mort de Tintagiles, 1894)
- Аглавена і Селізетта (Aglavaine et Sélysette, 1896)
- Аріадна та Синя Борода, або Марне звільнення (Ariane et Barbe-Bleue, 1896)
- Сестра Беатріса (Sœur Béatrice, 1900)
- Монна Ванна (Monna Vanna, 1902)
- Жуазель (Joyzelle, 1903)
- «Чудо Святого Антонія» (Le Miracle de saint Antoine, 1903)
- «Синій птах» (L'Oiseau bleu, 1908)
- Марія Магдалена (Marie-Magdeleine, 1913)
- Бургомистр Стельмонда (Le Bourgmestre de Stilmonde, 1919)
- Заручини (Les Fiançailles, 1922)
- Лихо минає (Le Malheur passé, 1925)
- Марія Вікторія (Marie-Victoire, 1925)
- Могутність мертвих (La puissance des morts, 1926)
- Юда Іскаріот (Judas de Kerioth, 1929)
- Бернікель (Berniquel, 1929)
- Принцеса Ізабелла (La Princesse Isabelle, 1935)
- Жанна д'Арк (Jeanne d'Arc, 1945)

### Філософські п'єси
- Скарб смиренних (Le Trésor des humbles, 1896).
- Мудрість і доля(La Sagesse et la destinée, 1898).
- Життя бджіл [Архівовано 19 липня 2012 у Wayback Machine.] (La Vie des Abeilles, 1901).
- Сокровений храм (Le temple enseveli, 1902).
- Подвійний сад (Le Double Jardin, 1904).
- Розум квітів [Архівовано 19 липня 2012 у Wayback Machine.] (L'Intelligence des Fleurs, 1907).
- Смерть (La Mort, 1913).
- Дрібниці війни (Les Débris de la guerre, 1916)
- Життя термітів (La Vie des Termites, 1926)
- Життя простору (La Vie de l'Espace, 1928)
- Велика феєрія (La Grande Féerie, 1929)
- Життя мурах (La Vie des Fourmis, 1930)
- Скляний павук (L'Araignée de verre, 1932)
- Великий закон (La Grande Loi, 1933)
- Перед великим мовчанням (Avant le grand silence, 1934)
- Піщаний годинник (1936)
- Тінь крил (L'Ombre des ailes, 1936)
- Перед лицем Бога (Devant Dieu, 1937)
- Широка брама (1939)
- Потойбічний світ, або Сонячний годинник (L'Autre Monde ou le cadran stellaire, 1942)

## Про нього
- Чистяк, Дмитро Блакитний птах світової літератури: Моріс Метерлінк. // Всесвіт. — 2008. — № 1–2.
- Чистяк, Д. О. Аналіз явищ звукового символізму у драмі М. Метерлінка «Сім принцес» (1891). // Мовні і концептуальні картини світу. — 2009. — Вип. 26. Ч.3.
- Чистяк, Д. О. Трансформація міфологічного інтертексту «Шякунтали» Калідаси у «Пелеасі і Мелісанді» Моріса Метерлінка // Літературознавчі студії. — 2010. — Вип. 26.
- Чистяк, Д. О. Засади лінгвопоетичного аналізу символу й міфу в ранній творчості Моріса Метерлінка // Мовні і концептуальні картини світу. — 2010. — Вип. 31.
- Чистяк, Д. О. Рецепція й трансформація тексту «Макбета» у творчості Моріса Метерлінка // Ренесансні студії. — 2010. — Вип. 14-15.
- Чистяк, Дмитро Трансформація давньогрецького міфологічного інтертексту у драмі М. Метерлінка «Непрохана» // «Мова та історія». — 2011. — Вип. 172.
- Чистяк, Дмитро Давньогрецький міфологічний гіпертекст у драмі М. Метерлінка «Пелеас і Мелісанда» (1892) // «Мова та історія». — 2011. — Вип. 175. — С. 4-28.
- Чистяк, Дмитро Давньогрецький міфологічний інтертекст у драмі М. Метерлінка «Семеро принцес» (1891) // «Мова та історія». — 2011. — Вип. 176. — С. 4-15.
- Циховська Елліна. Кореляція «свій-чужий» у Л. Стаффа та М. Метерлінка // Київські полоністичні студії: зб. наук. праць. — К. : Кафедра, 2013. — Т.XXII. — С.351-355.
- [5]
- [6]